# Rhönrad-Weltmeisterschaft 2005
Die 6. Rhönrad-Weltmeisterschaft fand vom 4. Mai bis 7. Mai 2005 in Bütgenbach, Belgien, und Aachen, Deutschland, statt. Insgesamt nahmen 150 Teilnehmer aus 18 Nationen teil. Es war das erste Mal, dass die Weltmeisterschaft in verschiedenen Länder ausgetragen wurde. Es haben 85 Athleten aus 10 Nationen (Belgien, Deutschland, Italien, Israel, Japan, Niederlande, Norwegen, Österreich, Schweiz, USA) teilgenommen. Im Rahmen der Weltmeisterschaften feierte der Internationale Rhönradturn-Verband (IRV) sein 10-jähriges Bestehen.

## Zeitplan
Quelle:
| Di, 3. Mai | IRV Generalversammlung (Bütgenbach)                      |
| Mi, 4. Mai | Eröffnungsgala (Aachen)                                  |
| Do, 5 Mai  | Mehrkampf Erwachsene (Bütgenbach)                        |
| Fr, 6. Mai | Mehrkampf Jugend (Bütgenbach) Finale Erwachsene (Aachen) |
| Sa, 7. Mai | Finale Jugend (Bütgenbach) Finale Mannschaften           |

## Mehrkämpfe Erwachsene
5. Mai 2005 in Bütgenbach

### Turnerinnen
| Platz | Land        | Athletin         | Punkte |
| ----- | ----------- | ---------------- | ------ |
| 1     | Deutschland | Janin Oer        | 26,50  |
| 2     | Deutschland | Nadine Burkhardt | 25,70  |
| 3     | Japan       | Takako Hiwa      | 24,55  |

### Turner
| Platz | Land        | Athlet             | Punkte |
| ----- | ----------- | ------------------ | ------ |
| 1     | Deutschland | Achus Emeis        | 28,25  |
| 2     | Deutschland | Julius Petri       | 27,80  |
| 3     | Deutschland | Constantin Malchin | 26,75  |

## Mehrkämpfe Jugend
6. Mai 2005 in Bütgenbach

### Jugendturnerinnen
| Platz | Land        | Athletin       | Punkte |
| ----- | ----------- | -------------- | ------ |
| 1     | Deutschland | Laura Stullich | 28,00  |
| 2     | Deutschland | Anne Pursche   | 25,90  |
| 3     | Deutschland | Isabell Gramß  | 24,30  |

### Jugendturner
| Platz | Land        | Athlet        | Punkte |
| ----- | ----------- | ------------- | ------ |
| 1     | Deutschland | Simon Knapp   | 28,00  |
| 2     | Deutschland | Robert Maaser | 27,60  |
| 3     | Deutschland | Jonas Litzki  | 26,95  |

## Einzelfinale Erwachsene
6. Mai 2005 in Aachen

### Gerade-Musikkür Turnerinnen
| Platz | Land        | Athletin         | Punkte |
| ----- | ----------- | ---------------- | ------ |
| 1     | Deutschland | Janin Oer        | 9,10   |
| 2     | Deutschland | Uschi Gong       | 9,05   |
| 3     | Deutschland | Nadine Burkhardt | 8,90   |

### Gerade-Musikkür Turner
| Platz | Land        | Athlet           | Punkte |
| ----- | ----------- | ---------------- | ------ |
| 1     | Deutschland | Achus Emeis      | 9,55   |
| 2     | Deutschland | Julius Petri     | 9,05   |
| 3     | Japan       | Yoichi Matsumoto | 7,90   |

### Spiraleturnen Turnerinnen
| Platz | Land        | Athletin               | Punkte |
| ----- | ----------- | ---------------------- | ------ |
| 1     | Deutschland | Nadine Burkhardt       | 9,15   |
| 2     | Deutschland | Janin Oer              | 9,05   |
| 3     | Norwegen    | Lin Veronica Samuelsen | 8,60   |

### Spiraleturnen Turner
| Platz | Land               | Athlet             | Punkte |
| ----- | ------------------ | ------------------ | ------ |
| 1     | Deutschland        | Constantin Malchin | 9,45   |
| 2     | Deutschland        | Julius Petri       | 9,10   |
| 3     | Vereinigte Staaten | Jermaine Dotson    | 8,20   |

### Sprung Turnerinnen
| Platz | Land        | Athletin           | Punkte |
| ----- | ----------- | ------------------ | ------ |
| 1     | Japan       | Takako Hiwa        | 8,75   |
| 2     | Deutschland | Janin Oer          | 8,55   |
| 3     | Schweiz     | Cécile Meschberger | 8,45   |

### Sprung Turner
| Platz | Land               | Athlet          | Punkte |
| ----- | ------------------ | --------------- | ------ |
| 1     | Deutschland        | Achus Emeis     | 9,55   |
| 2     | Vereinigte Staaten | Jermaine Dotson | 9,45   |
| 2     | Deutschland        | Julius Petri    | 9,45   |

## Einzelfinale Jugend
7. Mai 2005 in Bütgenbach

### Geradeturnen Jugendturnerinnen
| Platz | Land        | Athletin       | Punkte |
| ----- | ----------- | -------------- | ------ |
| 1     | Deutschland | Laura Stullich | 9,55   |
| 2     | Israel      | Tamar Gross    | 8,90   |
| 3     | Deutschland | Anne Pursche   | 8,65   |

### Geradeturnen Jugendturner
| Platz | Land        | Athlet        | Punkte |
| ----- | ----------- | ------------- | ------ |
| 1     | Deutschland | Robert Maaser | 9,50   |
| 2     | Deutschland | Simon Knapp   | 9,35   |
| 3     | Deutschland | Jonas Litzki  | 8,90   |

### Spiraleturnen Jugendturnerinnen
| Platz | Land        | Athletin       | Punkte |
| ----- | ----------- | -------------- | ------ |
| 1     | Deutschland | Laura Stullich | 9,15   |
| 2     | Deutschland | Anne Pursche   | 7,85   |
| 3     | Niederlande | Linde Wester   | 6,75   |

### Spiraleturnen Jugendturner
| Platz | Land        | Athlet        | Punkte |
| ----- | ----------- | ------------- | ------ |
| 1     | Deutschland | Simon Knapp   | 9,15   |
| 2     | Deutschland | Robert Maaser | 9,00   |
| 3     | Deutschland | Jonas Litzki  | 8,90   |

### Sprung Jugendturnerinnen
| Platz | Land        | Athletin       | Punkte |
| ----- | ----------- | -------------- | ------ |
| 1     | Deutschland | Laura Stullich | 9,25   |
| 2     | Deutschland | Anne Pursche   | 8,40   |
| 3     | Deutschland | Isabelle Gramß | 8,35   |

### Sprung Jugendturner
| Platz | Land        | Athlet        | Punkte |
| ----- | ----------- | ------------- | ------ |
| 1     | Deutschland | Simon Knapp   | 9,60   |
| 2     | Deutschland | Robert Maaser | 9,50   |
| 3     | Deutschland | Jonas Litzki  | 9,15   |

## Mannschaftsfinale
7. Mai 2005 in Bütgenbach
| Platz | Land        | Athleten                                                                                               | Punkte |
| ----- | ----------- | --- | ------ |
| 1     | Deutschland | Nadine Burkhard, Katrin Schwaben, Janin Oer, Julius Petri, Achus Emeis, Constantin Malchin             | 64,90  |
| 2     | Schweiz     | Christel Ischi, Cécile Meschberger, Claudia Weyermann, Vroni Kostezer, Jasmin Braunwalder, Daniel Roos | 57,70  |
| 3     | Japan       | Yukako Fukase, Nozomi Yoshida, Takako Hiwa, Kanjiro Nakagawa, Shinichiro Goeku, Yoichi Matsumoto       | 57,30  |